# ゾレル・コーズウェイ
ゾレル・コーズウェイ（英語: Sorell Causeway）とは、タスマニア島東部のタスマン半島の付け根付近に存在するオリエルトン・ラグーンを横切るように建設された、土手道である。なお、建設後に大幅な改修が加えられた。

## 概要
ゾレル・コーズウェイ（Sorell Causeway）が完成したのは、1872年である

。
なお「causeway」（コースウェイ）とは英語であり、「舗装した幹線道路」や「車道よりも高い位置に作られた歩道」といった意味もあるものの、ここでは単に「土手道」を意味している。この道は、ゾレルの町（Sorll）の西に建設されており、この町の名称が冠されている。ゾレル・コーズウェイが作られたことで、オリエルトン・ラグーンを北へ迂回することなく、陸路で東西方向に移動することが可能となった。2014年現在、この道は、タスマニア州の州都のホバートとローンセストンとを結ぶ、タスマニア州道3号線のタスマン・ハイウェイの一部として使用されている。なお、ゾレル・コーズウェイを西の方へとタスマン・ハイウェイを道なりに進むとホバートに向かえる。そして、ゾレル・コーズウェイのすぐ東、つまり、ゾレルの市街地でタスマン・ハイウェイからは、ポートアーサーへと向かうタスマニア州道9号線のアーサー・ハイウェイが分岐している。このように、2014年現在は自動車交通の要衝となっている。

## 建設の背景
タスマニア州の州都のホバートからポートアーサーに陸路で行こうとした時、タスマン・ハイウェイが開通してからは、その道なりに、まずマクギース橋を渡り、それからゾレル・コーズウェイを通った先にあるゾレルの市街地でタスマン・ハイウェイから分岐している、ポートアーサーへと向かうタスマニア州道9号線のアーサー・ハイウェイを使えば良い。この経路の中でゾレル・コーズウェイは、すでに1872年には建設が終わっていた

。
しかし、現在のタスマン・ハイウェイのように海を横切ってしまえば、ホバートからゾレルまでは、たかだが20 km強程度の距離しかないのにもかかわらず、1872年当時からゾレル・コーズウェイが主要な経路であったわけではない。植民地時代は、ホバートからポートアーサーへ陸路で行く場合、まず、ストーム湾が北方へと深く入り込んでいる場所、つまりダーウェント川の河口付近に存在する三角江を北へと迂回する。さらに、フレデリック・ヘンリー湾が北方へと深く入り込んでいる場所、つまりコーラル川の河口付近に存在する三角江も北へと迂回する必要があった。このため、まずはホバートからは北上して、リッチモンドに作られたリッチモンド橋を渡って、そこから南下してゾレルへとやって来る必要があった。そして、ポートアーサーへは、このゾレルから向かうのである。これでは、現在のタスマン・ハイウェイのように海を横切るのと比べて、ゾレルまでの道のりは何十kmも遠回りになってしまう。なお、ゾレル・コーズウェイが建設されたオリエルトン・ラグーンは、前述の2つの三角江を迂回すれば、自動的に迂回される程度の規模である。したがって、ゾレル・コーズウェイが主要な経路にはならなかった。ともあれ、何十kmも遠回りする必要があるのでは不便なので、すでに19世紀には、この深く内陸へと切れ込んでいる海（三角江）を渡る道路を何らかの方法で作ることが決まっていた

。
この道路の建設に労働力として動員されたのが服役囚だった。服役囚にさせることが可能な範囲の技術では、長大な橋を建設するのは困難だったので、必然的に単に盛土をして土手を作れば済む土手道を建設する方法を、主要な工法として用いざるを得なかった。そして、この計画の一環としてゾレル・コーズウェイは建設され、既述のように1872年に完成した

。
ちなみに、ゾレル・コーズウェイは服役囚に建設させるという方法で建設した土手道としては、タスマニア島の南東部では2箇所目である

。

## 改良工事の背景
ゾレル・コーズウェイは、1872年に完成した当時ままの形で、現在のタスマニア・ハイウェイの一部として使用されているわけではなく、大幅な改良工事が加えられている。それも、ただ単に路盤を強化しただけといった、単純な改良工事が行われたわけではない。と言うのも、近年になって、入り江やラグーンなどを、土手道のようなものを作って閉鎖してしまうと、例えばアオコが大量発生したりするなど周辺環境が悪化することが判り、オリエルトン・ラグーンの場合も、やはりゾレル・コーズウェイができる前のように海からの潮流が存在した方が良いと判明したからである。そしてその上、オリエルトン・ラグーンは、オーストラリアとアジア地域とを移動する渡り鳥や、付近に生息する渉禽類や海鳥などの鳥類、また水草などの植物にとっても重要な生息地となっている湿地として、ラムサール条約に登録されており、タスマニア州政府は、ここの環境改善をしようとしていた

。
そこで、ゾレル・コーズウェイは土手道のまま残存させはするものの、土手道の下を水がもっと自由に通過できるように、それまで無かった水路や水門を土手道の下に新設することで、オリエルトン・ラグーンの環境改善を図った

。
この改良工事と同時に路盤を強化するということも行った。この結果、ようやくタスマン・ハイウェイのオリエルトン・ラグーンを越える部分として、このゾレル・コーズウェイが利用できるようになったのである。